# Mario Vargas Llosa
Mario Vargas Llosa (n. 28 martie 1936, Ariqipa, Peru – d. 13 aprilie 2025, Lima, Peru) a fost un scriitor din Peru. Este unul din cei mai importanți romancieri și eseiști născuți în America Latină. A obținut Premiul Nobel pentru Literatură (2010) pentru „cartografierea structurilor puterii și imaginile sale tranșante ale rezistenței, revoltei și înfrîngerii individului”.

## Biografie
S-a născut în 1936 la Arequipa (Peru) și a copilărit în Bolivia împreună cu mama și bunicii materni, închipuindu-și că tatăl lui murise ca un erou. În realitate, la cinci luni după căsătorie, acesta își părăsise soția însărcinată și avea să-și revadă fiul abia zece ani mai târziu, când Mario se va întoarce în Peru.
Între 1950 și 1952 urmează cursurile unei școli militare private din Lima, Colegio Militar Leoncio Prado – experiență descrisă în primul roman, Orașul și câinii (1963). În 1953, intră la Universitatea Națională San Marcos din Lima pentru a studia literatura iar peste cinci ani își ia licența în literatură cu teza Baze pentru o interpretare a lui Rubén Darío.
A obținut apoi un doctorat în filozofie și litere la Universitatea Complutense din Madrid în 1959. Între timp, se stabilește pentru o perioadă în Franța unde lucrează ca profesor de spaniolă și ziarist. Călătorește, predă la universități din America și Europa, devine un scriitor celebru prin forța epică, luciditatea și ironia sa.
După o tinerețe în care se apropie de comunism, la maturitate ia distanță față de Fidel Castro, ba chiar îl acuză pe Gabriel Garcia Marquez, odinioară prieten, de servilism față de regimul castrist.
În 1955 se căsătorește cu cumnata unchiului matern, (subiectul romanului Mătușa Julia și condeierul) provocând mare scandal în familie, și divorțează de ea în 1964, pentru ca, un an mai târziu, să se căsătorească cu verișoara lui, Patricia, cu care a avut trei copii: Alvaro Vargas Llosa, scriitor, Gonzalo, și Morgana, fotografă. Vargas Llosa a devenit membru al "Academiei Regale Spaniole" în 1996.

## Cariera politică
În anii 80, Vargas Llosa a devenit un foarte activ politician și a devenit cunoscut pentru luările de poziție în favoarea liberalismului de piață și a admirației pentru Margaret Thatcher, supranumită Doamna de Fier. În anul 1988 înființează formațiunea politică Movimiento Liberdad care intră în componența Frontului Democratic. Din partea acestui front, a candidat la președinția țării în alegerile prezidențiale din Peru în 1990 dar a pierdut în al doilea tur de scrutin în fața lui Alberto Fujimori.
În timpul campaniei electorale oponenții săi au citit la radio fragmente agresive din opera sa pentru a-i șoca pe electori. Întreaga experiență este apoi povestită în volumul autobiografic Peștele în apă.

## Orașul și câinii
Opera sa a fost universal recunoscută. Ea aparține unuia dintre exponenții cei mai talentați ai unui boom literar latinoamerican, alături de operele scriitorilor Julio Cortázar, Ernesto Sábato, Jorge Luis Borges din Argentina, Carlos Fuentes din Mexico, sau Gabriel García Márquez din Columbia.
Primul său roman Orașul și câinii i-a adus recunoașterea imediată. El poartă semnele influenței existențialismului lui Sartre și citează chiar un dialog extras din romanele acestuia la începutul fiecărei dintre cele două părți.
El introduce și o tehnică specială, utilizarea dialogului alternativ pentru a portretiza realități separate în timp și spațiu, și folosește timpurile verbale pentru a purta narațiunea înapoi sau înainte în timp, sau pentru a descoperi tema principală a narațiunilor sale, lupta individului în căutarea libertății într-o realitate opresivă.
Cartea a obținut Premiul Criticii Spaniole.

## Casa verde
La scurtă vreme după Orașul și câinii scrie La Casa verde (Casa verde, 1966), un roman care demonstrează influența puternică a lecturilor din William Faulkner în care vede un suflet geamăn. Romanul descrie un bordel ce se numește „Casa verde” și a cărui prezență aproape mitică afectează viețile personajelor.
Acțiunea principală urmărește destinul unei fete, Bonifacia, care este cât pe aci să se căsătorească la biserică dar care se metamorfozează în La Selvatica, cea mai cunoscută prostituată din „Casa verde”. Romanul i-a confirmat poziția de mare scriitor în America Latină și i-a adus Premiul Rómulo Gallegos, aflat în 1967 la prima sa ediție.

## Conversație la Catedrală
Cel de-al treilea roman al lui Vargas Llosa închide ceea ce mulți critici consideră a fi cel mai valoros ciclu narativ al său. Publicat inițial într-o ediție în patru volume, Conversación en la Catedral (Conversație la Catedrală), 1969) a fost prima incercare a lui Vargas Llosa de a scrie un „roman total”, adică o încercare de a ficționaliza toate nivelurile unei societăți oarecare și reflecțiile ei pe anumite paliere ale realității perceptive.
Romanul e o operă de deconstruire a statului Peru în timpul dictaturii militare a lui Manuel A. Odría în anii 1950 și se ocupă de viețile unor personaje din straturi sociale foarte diverse ale societății peruviene. Narațiunea este construită în jurul a două axe, poveștile lui Santiago Zavala și respectiv Ambrosio; primul este fiul unui ministru, cel de-al doilea este șoferul său.
O întâlnire întâmplătoare într-un loc extrem de banal, un adăpost pentru câini, conduce la o conversație în urma căreia Zavala va afla adevărul despre implicarea tatălui său în comiterea unei crime împotriva unei figuri notorii din lumea ascunsă, interlopă, a societății peruviene, și amestecul politicianului în afacerile necurate ale dictatorului.

## Pantaleone și vizitatoarele
După acest roman foarte serios Vargas Llosa a publicat un text mai scurt și în cheie comică Pantaleón y las visitadoras (Pantaleone și vizitatoarele , 1972), care, printr-un colaj de dialoguri cu fragmente de documente, urmărește să certifice înființarea unui serviciu de prostituate, folosit intens de armata peruană.

## Sărbătoarea țapului
După ce a trăit mai bine de 30 de ani În Europa, la Paris și Madrid, unde a obținut cetățenia spaniolă în 1993, Vargas Llosa s-a întors ca să locuiască în Lima. Continuă să scrie romane istorice cum ar fi Sărbătoarea țapului (2000), o poveste despre viața dictatorului Dominican Rafael Trujillo. Figura centrală a romanului, deloc un simplu erou de ficțiune, generalul Rafael Leonidas Trujillo y Molina a existat în realitate, iar societatea dominicană îl poreclea Țapul.
Ajuns la conducerea jumătății dominicane a insulei Haiti în urma unei lovituri de stat, militarul avea să se mențină la putere timp de 22 de ani (1930-1952), aplicând cu consecvență un regim de cruntă teroare, perpetuat și în timpul mandatului exercitat de fratele său, Hector Bienvenido Trujillo y Molina (1952-1960).

## Paradisul de după colț
El paraíso en la otra esquina (Paradisul de după colț) e un roman istoric despre Paul Gauguin și Flora Tristan.
Llosa a criticat adesea în opera sa ierarhiile stricte ale claselor sociale și discriminarea rasială existentă atât în Peru cât și în America latină. Foarte multe opere au caracter autobiografic cum ar fi La casa verde (Casa verde) (1966) sau La tía Julia y el escribidor (Mătușa Iulia și condeierul) (1977).

## Războiul sfârșitului lumii
Romanul său istoric publicat în 1981, intitulat Războiul sfârșitului lumii are acțiunea localizată în Sertao, în Brazilia secolului al XIX-lea, și se bazează pe evenimente reale, rebeliunea Sebastianiștilor o sectă millenaristă condusă de Antonio Conselheiro în Canudos.

## Istoria lui Mayta
Romanul Istoria lui Mayta, publicat în 1984, se prezintă ca o anchetă menită să aducă în fața cititorului personalitatea troțkistului peruvian Alejandro Mayta, care a inițiat în 1958 o rebeliune pentru care a fost deținut în varii ocazii, sfârșindu-și viața în uitare și anonimat. Firul narativ se înfiripă odată cu interviurile luate de narator diferitor personaje, inclusiv fosta soție a revoluționarului, înstrăinată de el datorită escapadelor lui homosexuale. Ca de obicei, romanul lui Llosa se distanțează de realitatea strictă, păstrându-i însă datele esențiale, în contextul omniprezenței violențe în istoria Perului. Romanul descrie:
„...mecanismele tumultuoase ale luptei politice, delirul ideologic al unui clarvăzător care e în același timp un lamentabil produs al împrejurărilor politico-sociale, itinerariul personal, în același timp emoționant și atroce, al unui homosexual adulterin; un itinerariu care se înscrie într-un context istoric dureros și sfâșiat.”
.
 

## Lituma în Anzi
Romanul Lituma în Anzi se ocupă de crimele comise de o grupare maoistă împotriva sătenilor din munții Anzi. Caporalul de jandarmi Lituma și adjunctul său Tomas au în grijă campamentul unui șantier de construcție din Peru.
Dar peste platourile alpine și în văile Anzilor plutește spectrul permanent al raidurilor violente, comise de gruparea de orientare maoistă Sendero Luminoso (Cărarea luminoasă), căreia îi cad victime nevinovate, funcționari și țărani deopotrivă.
Trei dispariții de pe șantier adaugă și mai multă spaimă în sufletele celor doi neputincioși reprezentanți ai legii. Căpitanul Lituma trebuie să investigheze toate aceste morți și dispariții ciudate. O va face cu metodele unui detectiv particular, dar va explora în profunzime și straturile societății respective.

## Lista operelor publicate

### Ficțiune
- Los jefes (Șefii), povestiri, 1959 - debutul în volum
- Orașul și câinii (ed. III, Humanitas, 2005)
- Casa verde, 1966
- Pantaleone și vizitatoarele, 1973(ed. Albatros,1998)
- Elogiul mamei vitrege, 1988, (ed. II. Humanitas, 2005)
- Istoria lui Mayta, 1984
- Conversație la Catedrală, 1969 (traducere Mihai Cantuniari, RAO, 2004)
- Războiul sfârșitului lumii, 1981 (traducere Mihai Cantuniari, Cartea Românească, 1986)
- Cine l-a ucis pe Palomino Molero?, 1986
- El hablador (Povestașul) (1987) (traducere Coman Lupu, Humanitas, 1992)
- Sărbătoarea țapului, Allfa, 2002
- Calea spre paradis, 2001 (rom. „Paradisul de după colț” - ed. Humanitas, 2004) [59]
- Lituma în Anzi, 1993 (Humanitas 2005)
- Mătușa Julia și condeierul, 1977
- Caietele lui Don Rigoberto, 1997
- Rătăcirile fetei nesăbuite 2006
- El sueño del celta, 2010
- El heroe discreto (Roman, 2013)

### Teatru
- Kathie și hipopotamul, 1983
- La Chunga, 1986
- Domnișoara din Tacna, 1981
- Seniorul balcoanelor, 1993

### Eseuri, critică literară
- García Márquez: Povestea unui deicid (dizertația tezei de doctorat la Universitatea Complutense, 1971
- La novela(Romanul), non-fiction, 1968
- Istoria secreta a unui roman, 1971
- Orgia perpetuă. Flaubert si doamna Bovary, eseu despre romanele lui Gustave Flaubert și despre bovarism,  Allfa, 2001
- Intre Sartre si Camus, 1981
- Peștele în apă, autobiografia sa, conține povestea candidaturii la Președinția statului Peru
- Făcând valuri
- Limba pasiunii
- Scrisori către un tânăr romancier, Humanitas, 2005
- Adevărul minciunilor, Humanitas, 2005
- Tentația imposibilului Humanitas, 2005;

## Premii literare
- Premiului "Miguel de Cervantes", considerat un Nobel al literaturii din spațiul hispano-american
- Premiul Păcii acordat de Asociația Librarilor Germani, 1996
- Premiul Criticii și Premiul Internațional de literatură Romulo Gallegos pentru Casa Verde (1966)
- Premiul Planeta - pentru Lituma în Anzi (1993)
- Premiul Nobel pentru Literatura (2010)

## Mario Vargas Llosa în România
Pe 17 septembrie 2005 a călătorit, pentru a doua oară - prima vizită fiind în 1995, în România ca să participe la lansarea a două dintre romanele sale, publicate într-o serie de autor de Editura Humanitas, ocazie cu care a vernisat și o expoziție de fotografii realizate de fiica sa, Morgana. Uniunea Scriitorilor din România i-a decernat Premiul Ovidius 2005 pentru "valoarea operei literare și contribuția la afirmarea libertății de expresie și a toleranței interetnice". 
În anul 2013 i-a fost înmânat titlul de Doctor Honoris Causa al Universității Babeș-Bolyai din Cluj-Napoca în  cadrul unei ceremonii festive desfășurate în Aula Magna a instituției universitare clujene.